# 2MASS J13054106+2046394
2MASS J13054106+2046394  ist ein L4-Zwerg im Sternbild Haar der Berenike. Er wurde 2003 von Kelle L. Cruz et al. entdeckt. Die Eigenbewegung des Objektes beträgt rund 77 mas/a.